# Андреевский (Волгоградская область)
Андреевский — хутор в Новониколаевском районе Волгоградской области России. Входит в состав Хопёрского сельского поселения.

## География
Хутор находится в северо-западной части Волгоградской области, в степной зоне, в пределах Хопёрско-Бузулукской равнины, на левом берегу реки Кардаил), на расстоянии примерно 21 километра (по прямой) к востоку от посёлка городского типа Новониколаевский, административного центра района. Абсолютная высота — 99 метров над уровнем моря.
Часовой пояс
Хутор Андреевский, как и вся Волгоградская область, находится в часовой зоне МСК (московское время). Смещение применяемого времени относительно UTC составляет +3:00.

## Население
| 2010 |
| ---- |
| 73   |

Гендерный состав
По данным Всероссийской переписи населения 2010 года в гендерной структуре населения мужчины составляли 49,3 %, женщины — соответственно 50,7 %.
Национальный состав
Согласно результатам переписи 2002 года, в национальной структуре населения русские составляли 94 % из 124 чел.

## Улицы
Уличная сеть хутора состоит из двух улиц (ул. Зелёная и ул. Центральная).